# Poio
Poio (Spanisch: Poyo) ist eine galicische Stadt in der Provinz Pontevedra im Nordwesten Spaniens mit 17.425 Einwohnern (Stand: 2024).

## Geografie
Poio befindet sich am Nordufer der Ría de Pontevedra, zwischen Sanxenxo und der Provinzhauptstadt Pontevedra. Die Gemeinde grenzt an Meaño, Meis, Pontevedra und Sanxenxo und bietet eine reiche Verschmelzung von Berg- und Meeresgebieten.

## Bevölkerungsentwicklung der Gemeinde
Legende: Poyo___Poio

## Gemeindegliederung
Die Gemeinde Poio ist in vier Parroquias gegliedert:
| Parroquias | Patrozinium  | Einwohner 2024 | Fläche km² | Dichte Einw./km² | Höhe msnm | Ortskennzahl |
| ---------- | ------------ | -------------- | ---------- | ---------------- | --------- | ------------ |
| Combarro   | San Roque    | 1.845          | 4,20       | 439              | 10        | 36041010000  |
| Poio       | San Xoán     | 5.375          | 17,40      | 309              | 0         | 36041020000  |
| Poio       | San Salvador | 7.756          | 4,07       | 1.906            | 0         | 36041030000  |
| Raxó       | San Gregorio | 1.228          | 1,45       | 847              | 33        | 36041040000  |
| Samieira   | Santa María  | 1.093          | 6,73       | 162              | 200       | 36041050000  |

## Wirtschaft
| Ackerbau, Viehzucht und Fischerei                                                  | 0451  | 06,55  |
| Industrie                                                                          | 0701  | 010,19 |
| Bauwirtschaft                                                                      | 0561  | 08,15  |
| Dienstleistungsbetriebe                                                            | 5.169 | 075,11 |
| Total                                                                              | 6.882 | 100,00 |
| * Daten aus dem Statistischen Amt für Wirtschaftliche Entwicklung in Galicien, IGE |       |        |

## Sehenswürdigkeiten
Zu den Sehenswürdigkeiten gehören das Kloster San Xoán de Poio, das malerische Fischerdorf Combarro mit seinen Hórreos am Meer und mehrere prähistorische Felsgravuren, die alle zum Bien de Interés Cultural (Kulturerbe) erklärt wurden.

## Galerie

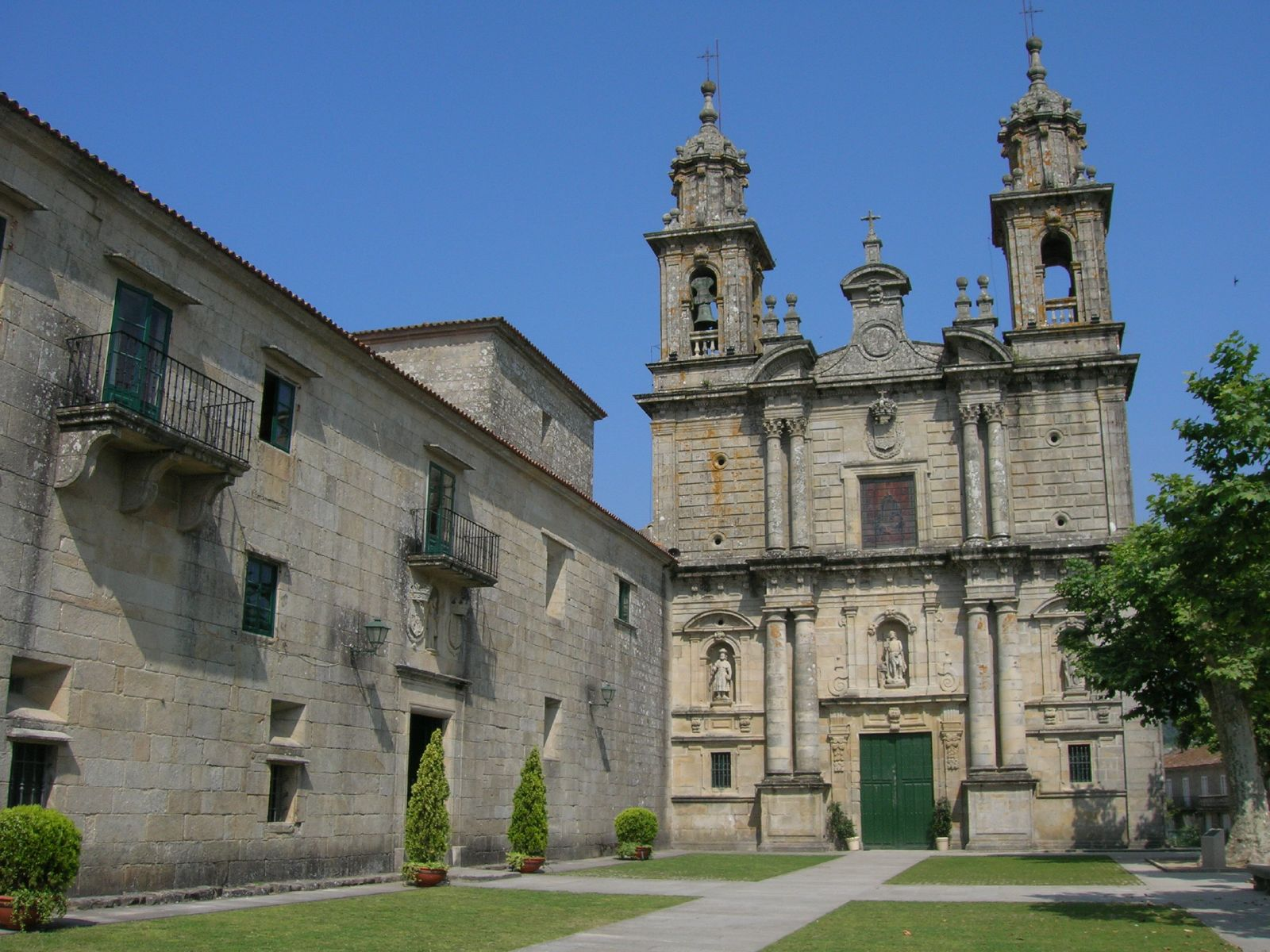
Kloster San Xoán de Poio
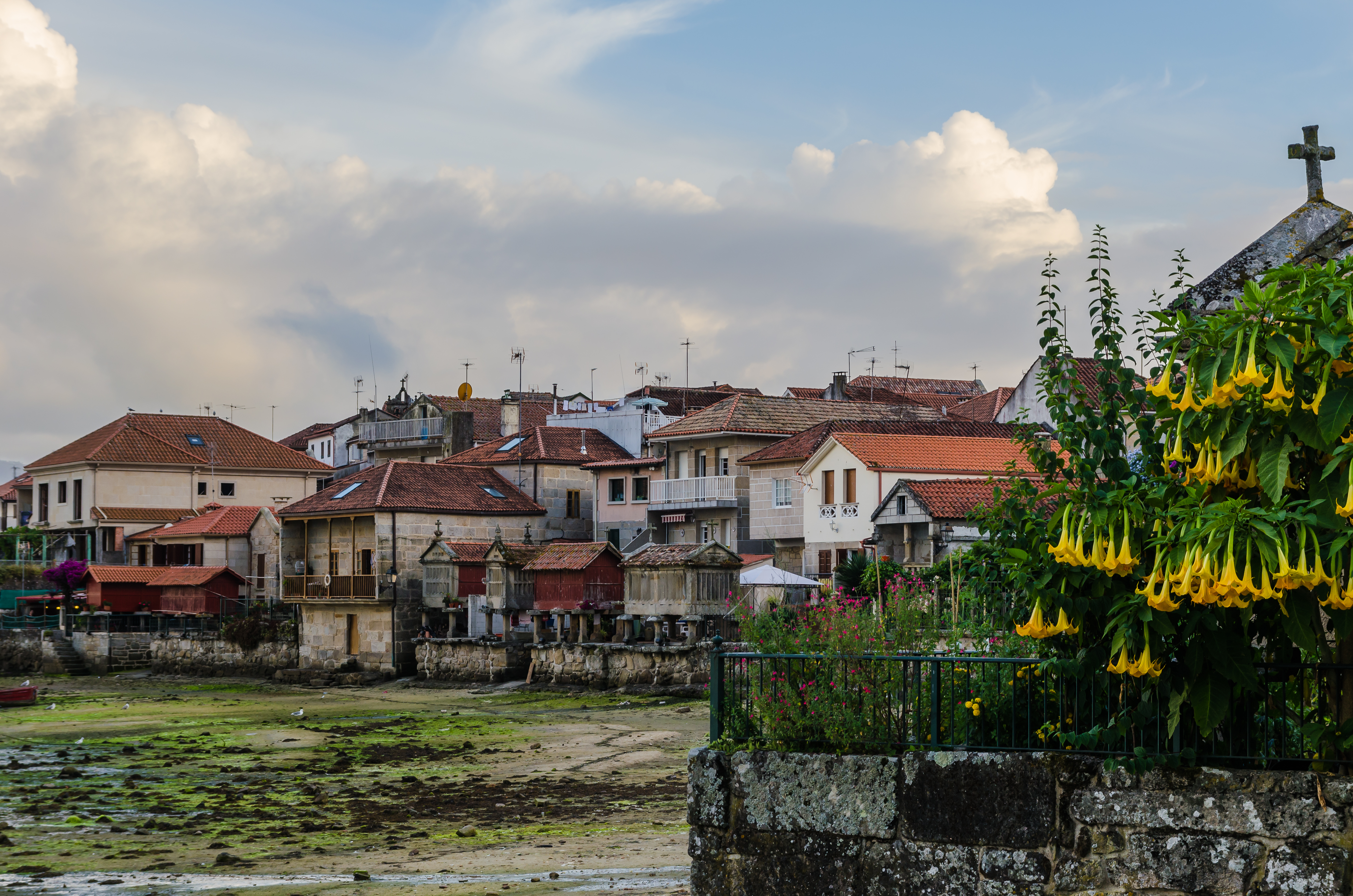
Combarro
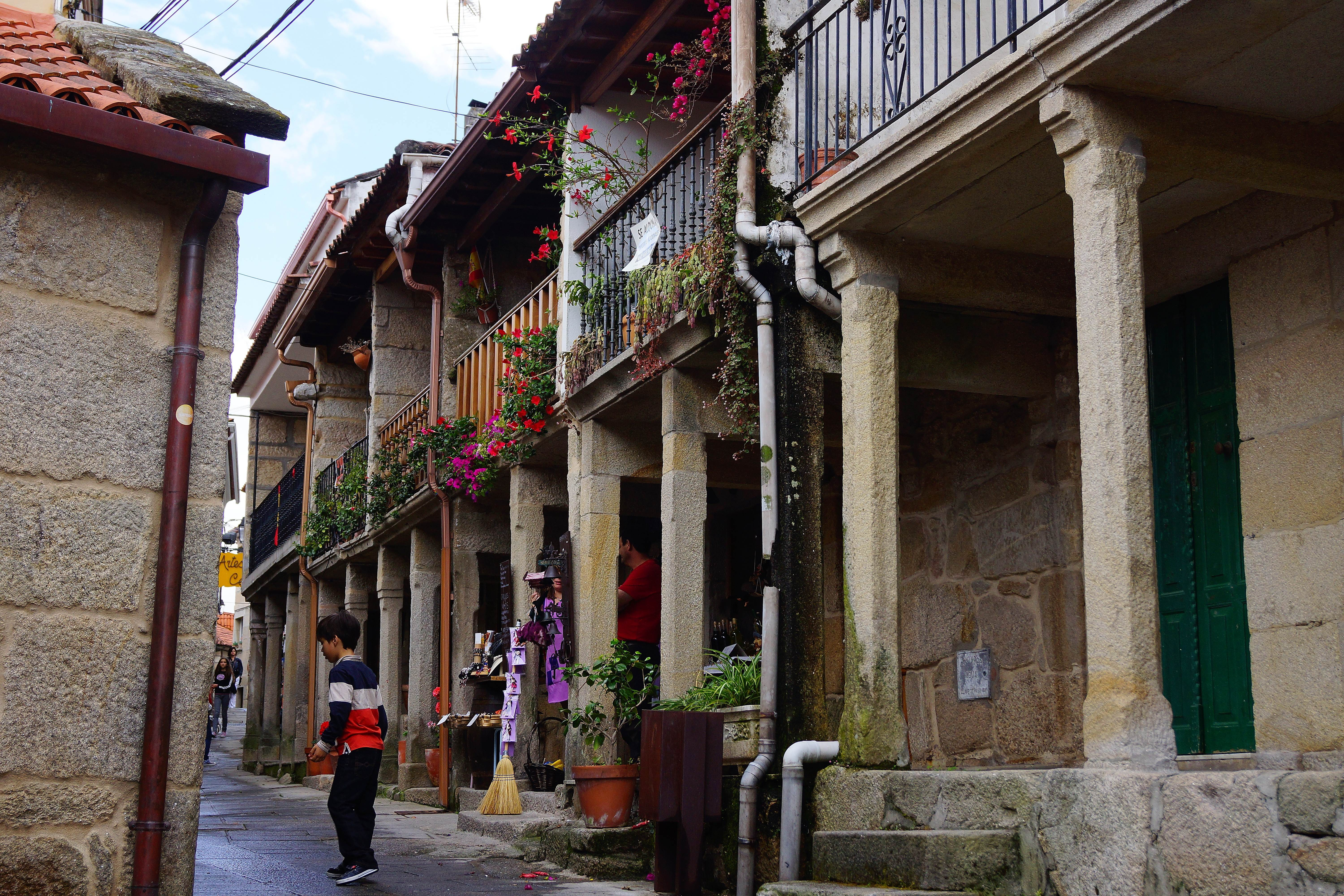
Combarro
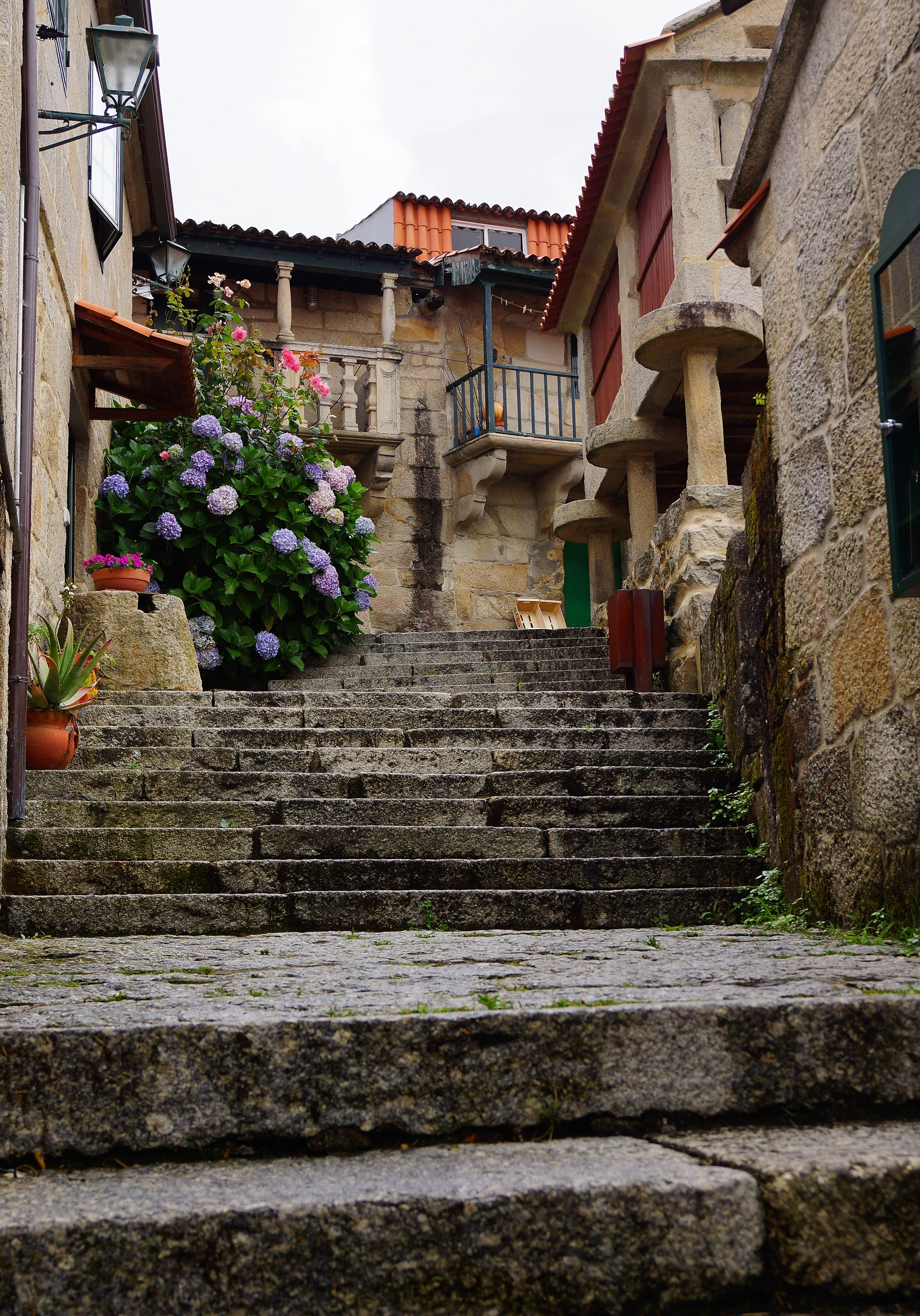
Combarro
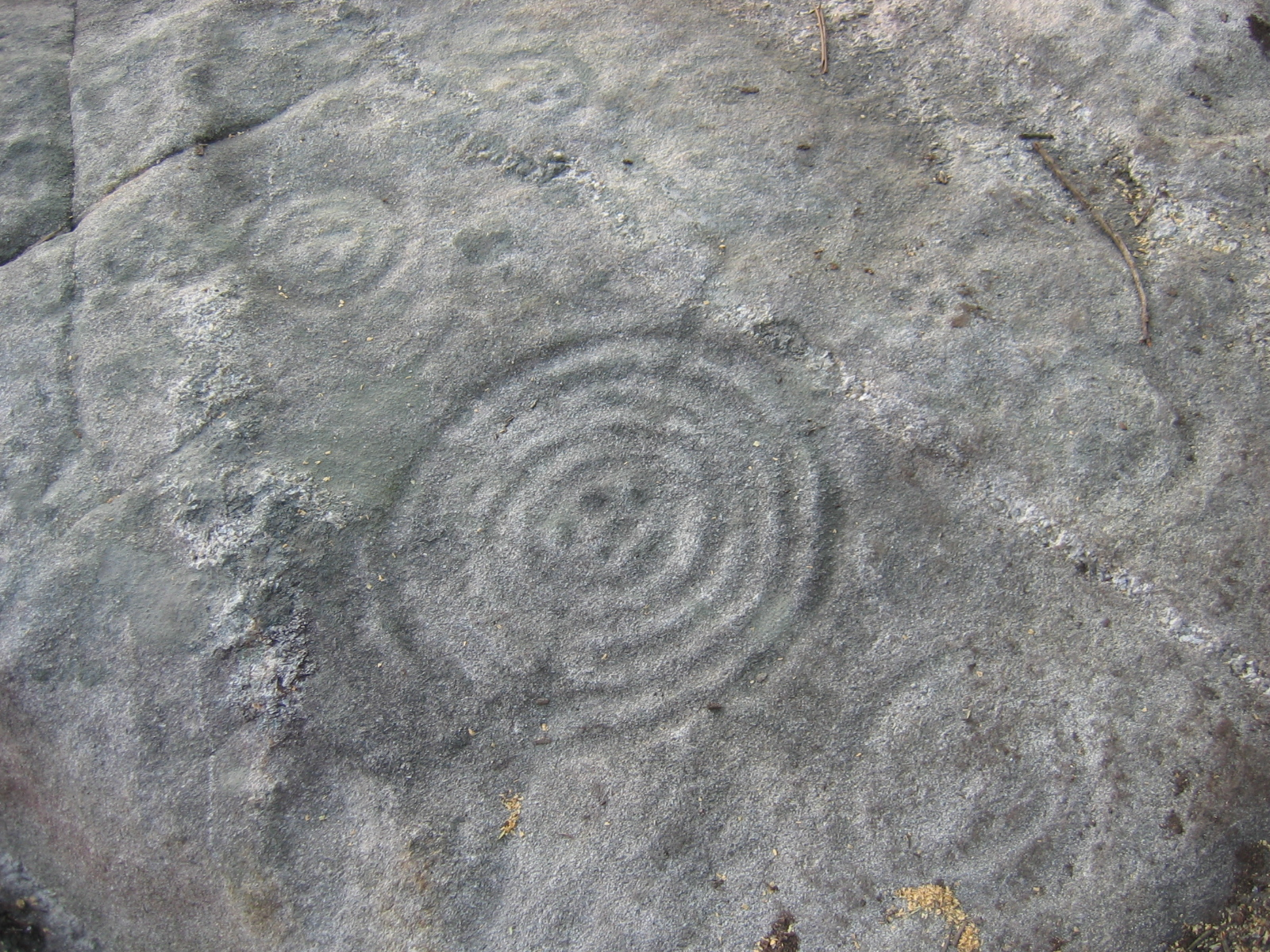
Prähistorische Felsgravuren
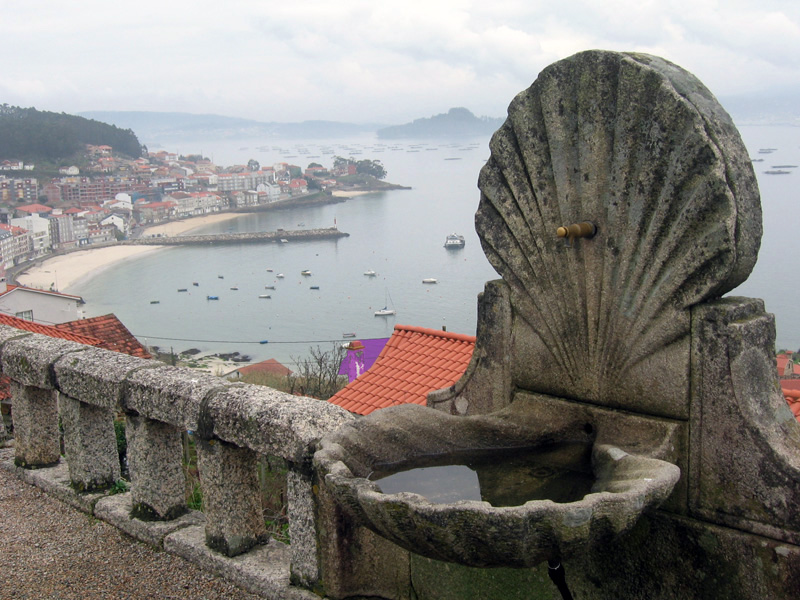
Raxó